# Portela-hágó
A Portela a Madeira szigetének hosszában végighúzódó vízválasztó hegylánc legkeletibb és egyúttal legalacsonyabb hágója. A vízválasztón – pontosabban: a vízválasztó alatt – azonban még ettől keletre is át lehet kelni az ER 101 jelzésű út Machicót Porto da Cruzzal, illetve São Roque do Faiallal összekötő alagútján.
A hágótól észak felé az ER 108 jelzésű út Porto da Cruzba vezet. Dél felé az út közvetlenül a hágó alatt kettéágazik: az ER 102 jelű Camachán át a sziget fővárosába, Funchalba, az ER 108-ason a sziget keleti részének egykori fővárosába,  Machicóba juthatunk.
A hágón alig néhány ház áll, de ezek közül kettőben is jó nevű étterem működik – hírüket főleg nyárson sült húsaiknak (espetada) köszönhetik. A húsokhoz a Porto da Cruzban termő erős, szederízű bort mérik.
Kilátóhelyéről impozáns látványt nyújt az északi part magányos hegye, a Sasok sziklája (Penha de Águia).
Az éghajlat itt jóval hűvösebb, mint a tengerparton, ezért a helybéli férfiak jellegzetes népviselete a fülvédős gyapjúsapka (barrete de lã).